# Menhir de Saint-Salvayre
Le menhir de Saint-Salvayre, appelé aussi menhir de Bacou, est situé à Alet-les-Bains dans le département de l'Aude.

## Description
Le menhir a été érigé sur une petite montagne à 720 m d'altitude. Il mesure 1,45 m de hauteur et serait enfoncé dans le sol sur environ 1,50 m. Il comporte au sommet une perforation qui avait été pratiquée pour y fixer une croix de fer,  désormais disparue, à des fins de christianisation.

## Folklore
Selon la légende locale, un géant, appelé Marre, aurait arraché une pierre près du lieu-dit Roquo de Broundo pour la lancer sur le village d'Alet-les-Bains, situé 7 km plus loin, mais la pierre alla se ficher sur la montagne de Saint-Salvayre.